# Сардонниково
Сардонниково (каз. Сардонниково) — упразднённое село в районе Шал акына Северо-Казахстанской области Казахстана. Входило в состав Новопокровского сельского округа. Ликвидировано в 1984 г.

## Население
На карте 1979 г. в селе значатся 3 жителя.